# Бутч Віг
Бутч Віг (англ. Butch Vig; нар. 2 серпня 1955) — американський музикант і продюсер, найбільш відомий як ударник гурту Garbage і продюсер мультиплатинового альбому Nevermind гурту Nirvana.
Журнал NME помістив Віга на 9 місце в списку «50 найкращих продюсерів всіх часів».

## Біографія
Бутч Віг народився 2 серпня 1955 року в сім'ї вчительки і лікаря. Рано став займатися музикою, брав уроки гри на фортепіано, великий вплив на нього зробили такі гурти як The Who. Грав у декількох гуртах в коледжі, кинув навчання в Вісконсінському університеті в Мадисоне щоб присвятити себе музиці. Перший гурт Бутча носив назву Eclipse. Трохи пізніше він разом зі Стівом Маркером, Філом Девісом і Томом Вордоєм заснував гурт First Person.
У 1978 році заснував гурт Spooner. До 1986 року вийшло два альбоми і два сингли. Великого комерційного успіху гурт не мав і в 1986 році він розпався.

## Дискографія
Spooner
- Every Corner Dance (1982)
- Wildest Dreams (1985)
- The Fugitive Dance (1990)

Fire Town
- In the Heart of the Heart Country (1987)
- The Good Life (1989)

Garbage
- Garbage (1995)
- Version 2.0 (1998)
- Beautiful Garbage (2001)
- Bleed Like Me (2005)
- Not Your Kind of People (2012)

## Продюсерська робота
| - 1982: Die Kreuzen — Internal - 1984: Killdozer — Intellectuals Are the Shoeshine Boys of the Ruling Elite - 1985: ivory library — 1st e.p. - 1985: The Other Kids — Living In The Mirror - 1985: Killdozer — Snake Boy - 1985: Laughing Hyenas — Come Down to the Merry Go Round - 1986: Killdozer — Burl - 1987: The Other Kids — Happy Home - 1987: Killdozer — Little Baby Buntin' - 1988: Die Kreuzen — Century Days - 1988: The Cheeters — Sign of Fire - 1988: Killdozer — For Ladies Only - 1989: Killdozer — Twelve Point Buck - 1989: Laughing Hyenas- You Can't Pray a Lie - 1989: Stuart Stotts — Music in My Mother's House - 1989: feedtime — Suction - 1990: Urge Overkill — Americruiser - 1990: King Snake Roost — Ground Into the Dirt - 1990: Laughing Hyenas — Life of Crime - 1990: The Fluid — Glue - 1991: The Fluid — Spot the Loon - 1991: Gods of the Revolution - 1991: Cosmic Psychos — Blokes You Can Trust - 1991: The Smashing Pumpkins — Gish - 1991: Nirvana — Nevermind - 1991: Tad — 8-Way Santa - 1991: Young Fresh Fellows — Electric Bird Digest - 1991: Overwhelming Colorfast — Overwhelming Colorfast - 1991: Die Kreuzen — Cement - 1992: Sonic Youth — Dirty - 1992: House of Pain — Shamrocks and Shenanigans - 1992: L7 — Bricks Are Heavy - 1992: Chainsaw Kittens — Flipped Out in Singapore - 1992: Drain — Pick Up Heaven | - 1992: Gumball — Wisconsin Hayride - 1993: Gumball — Super Tasty - 1993: Gumball — The Damage Done - 1993: Crash Vegas — Stone - 1993: The Smashing Pumpkins — Siamese Dream - 1993: Gumball - Real Gone Deal - 1994: Sonic Youth — Experimental Jet Set, Trash and No Star - 1994: Helmet — Betty - 1994: Freedy Johnston — This Perfect World - 1995: Soul Asylum — Let Your Dim Light Shine - 1995: Garbage — Garbage - 1997: The And — Day - 1997: The And — And Night - 1998: Garbage — Version 2.0 - 2001: Garbage — Beautiful Garbage - 2003: AFI — Sing the Sorrow - 2005: Garbage — Bleed Like Me - 2006: Kilroy — LP - 2007: Jimmy Eat World — Chase This Light - 2007: Against Me! — New Wave - 2008: The Subways — All or Nothing - 2008: Tom Gabel — Heart Burns - 2009: Green Day — 21th Century Breakdown - 2009: Foo Fighters — Greatest Hits - 2010: Against Me! — White Crosses - 2010: Muse — «Neutron Star Collision (Love Is Forever)» - 2010: Never Shout Never — Harmony - 2010: Goo Goo Dolls — Something for the Rest of Us - 2011: Foo Fighters — Wasting Light - 2011: Garbage — Not Your Kind of People - 2013: Sound City Players — Sound City: Real To Reel - 2014: Foo Fighters — TBD |

Ремікси
Бутч Віг робив ремікси таким виконавцям: Against Me!, Ash, Beck, The Cult, Depeche Mode, EMF, Fun Lovin’ Criminals, House of Pain, Korn, Limp Bizkit, Аланіс Моріссетт, Nine Inch Nails, Michael Penn, Galexia, M.O.P, U2, а також свого власного гурту Garbage.